# Max Dienemann

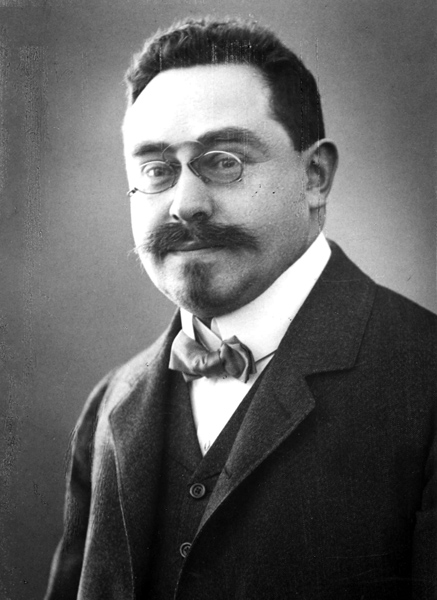
Max Dienemann (1910)

Max Dienemann (27 september 1875 - 10 april 1939) was een Duitse hervormingsrabbijn, publicist en filoloog . Hij was een van de leidende liberale rabbijnen in Duitsland. Samen met Leo Baeck leidde hij de Rabbijnse Vereniging van Duitsland, waarin liberale en orthodoxe rabbijnen waren georganiseerd. In 1935 wijdde hij Regina Jonas tot de eerste vrouwelijke rabbijn in de Joodse geschiedenis.

## Leven
Max Dienemann werd in september 1875 geboren in Krotoszyn in de Pruisische provincie Posen. Dienemann ging eerst naar een joodse volksschool en een middelbare school. Daarna studeerde hij oosterse filologie in Breslau en studeerde hij af in 1898. In de daaropvolgende decennia werden de werken van Dienemann gepubliceerd in Joodse kranten, zoals preken en liberale interpretaties van de Thora. Zijn lezingen, die in heel Duitsland werden gehouden, getuigden van zijn meer traditionele houding ten opzichte van het jodendom. Hij waarschuwde tegen het nationalisme en racisme en pleitte voor het zionisme. Van 1903 tot 1919 was hij rabbijn in Racibórz in Opper-Silezië . In 1919 werd hij door de Israëlitische gemeenschap in Offenbach am Main tot rabbijn benoemd en daar bleef hij tot 1938.
Dienemann promootte de eenheid en onafhankelijkheid van de joden in Duitsland, maar zag zichzelf tegelijkertijd ook als een "Duitse patriot". In 1935 wijdde Dienemann Regina Jonas tot de eerste vrouwelijke rabbijn in de geschiedenis van het jodendom.
Tijdens de nationaalsocialistische tijd werd Dienemann twee keer geïnterneerd in concentratiekampen. Hij werd in 1933 voor het eerst geïnterneerd in een kamp in Osthofen en werd later in 1938 in Buchenwald opgesloten. Samen met zijn gezin moest hij na de Kristallnacht noodgedwongen emigreren. In maart 1939 verhuisde de familie Dienemann naar Palestina. Dienemann stierf minder dan een maand later in Tel-Aviv.
Dienemann wordt herinnerd door een pad dat naar hem is vernoemd in het Büsing-Park in Offenbach am Main. Zijn pad kruist een pad vernoemd naar Regina Jonas.

## Werken
- Jodendom en christendom, 1914
- Liberaal Jodendom, Schocken, Berlijn 1935
- Galuth, 1939
- Centrale Vereniging van Duitse Burgers van Joods Geloof, 1931-1933